# UFC 1
UFC 1: The Beginning은 1993년 11월 12일에 미국 콜로라도주 덴버에서 개최된 UFC 경기이다.

## 같이 보기
- UFC
- UFC 대회 목록